# Osmazom
Osmazom (fr. osmazôme) – termin wprowadzony do kuchni francuskiej przez mistrza kulinarnego Brillat-Savarina, oznaczający substancję (dosłownie: molekułę) zapewniającą złożony i aromatyczny smak przysmażonego mięsa lub boczku – słony z odrobiną słodyczy, pozostawiający długotrwałe miłe wrażenie. Słowo pochodzi z greki. Późniejszy rozwój chemii dowiódł, że cząsteczka osmazomu nie istnieje, ale nie spowodowało to zaniechania użycia tego terminu – odnosi się go raczej do wrażenia smakowego, a nie struktury chemicznej.